# IRAS 17163-3907
Nébuleuse de l'Œuf au plat
Ne doit pas être confondu avec nébuleuse de l'Œuf ou Nébuleuse de l'Œuf pourri.
Désignations
IRAS 17163-3907 est une étoile hypergéante jaune située à près de 13 000 années-lumière de la Terre, dans la constellation zodiacale du Scorpion. C'est la plus proche hypergéante jaune connue à ce jour (septembre 2011). L'étoile possède une double enveloppe de poussière, ce qui a valu à cette structure d'être surnommée la nébuleuse de l'Œuf au plat. 

## Découverte
IRAS 17163-3907 a été découverte en 1976 et était jusqu'en septembre 2011 connue uniquement pour sa forte luminosité dans l'infrarouge.

## Caractéristiques
Son diamètre est environ mille fois supérieur à celui du Soleil et sa luminosité environ 500 000 fois plus importante.
Elle est classée dans Simbad comme étoile post-branche asymptotique des géantes et donc protonébuleuse planétaire.

## Bases de données
- (en) IRAS 17163-3907 sur la base de données Simbad du Centre de données astronomiques de Strasbourg.